# Фарнак (Деліджан)
Фарнак (перс. فرنق) — село в Ірані, у дегестані Гастіджан, у Центральному бахші, шахрестані Деліджан остану Марказі. За даними перепису 2006 року, його населення становило 120 осіб, що проживали у складі 37 сімей.

## Клімат
Середня річна температура становить 15,03 °C, середня максимальна – 34,12 °C, а середня мінімальна – -7,38 °C. Середня річна кількість опадів – 177 мм.
| Клімат поселення                              | Клімат поселення | Клімат поселення | Клімат поселення | Клімат поселення | Клімат поселення | Клімат поселення | Клімат поселення | Клімат поселення | Клімат поселення | Клімат поселення | Клімат поселення | Клімат поселення | Клімат поселення |
| Показник                                      | Січ.             | Лют.             | Бер.             | Квіт.            | Трав.            | Черв.            | Лип.             | Серп.            | Вер.             | Жовт.            | Лист.            | Груд.            |                  |
| Середній максимум, °C                         | 10,41            | 13,05            | 17,90            | 23,90            | 28,60            | 32,75            | 34,12            | 33,10            | 28,96            | 22,81            | 16,54            | 10,35            |                  |
| Середня температура, °C                       | 1,50             | 4,17             | 9,02             | 15,03            | 19,69            | 23,86            | 27,64            | 26,63            | 22,48            | 16,34            | 10,09            | 3,90             |                  |
| Середній мінімум, °C                          | −7,38            | −4,73            | 0,13             | 6,15             | 10,81            | 14,96            | 21,19            | 20,18            | 16,03            | 9,89             | 3,63             | −2,57            |                  |
| Норма опадів, мм                              | 31               | 28               | 33               | 22               | 13               | 2                | 1                | 1                | 0                | 7                | 16               | 23               |                  |
| Середньомісячна швидкість вітру, м/с          | 1.38             | 2.02             | 2.73             | 2.94             | 2.77             | 2.56             | 2.55             | 2.40             | 2.15             | 2.23             | 1.62             | 1.36             |                  |
| Середньомісячна сонячна радіація, кДж/м²·день | 9971             | 13112            | 15656            | 18947            | 22746            | 26551            | 25815            | 24429            | 21391            | 16057            | 11648            | 9522             |                  |
| --------------------------------------------- | ---------------- | ---------------- | ---------------- | ---------------- | ---------------- | ---------------- | ---------------- | ---------------- | ---------------- | ---------------- | ---------------- | ---------------- | ---------------- |
| Джерело:                                      |                  |                  |                  |                  |                  |                  |                  |                  |                  |                  |                  |                  |                  |